# Atelier (série télévisée)
Pour les articles homonymes, voir Atelier (homonymie).
Atelier (アンダーウェア, Andâwea, littéralement sous-vêtements) est une série télévisée japonaise diffusée à partir du 2 septembre 2015 sur Netflix et par la suite sur les chaînes du groupe Fuji TV et dont Mirei Kiritani est l'actrice principale.
La série n'a pas été doublée en français, mais des sous-titres en anglais, français, espagnol, grec, allemand et hébreu sont proposés.

## Distribution

### Acteurs principaux
- Mirei Kiritani : Tokita Mayuko
- Mao Daichi : Mayumi Nanjō
- Wakana Sakai (en) : Mizuki Nishizawa
- Maiko (en) : Fumika Iida
- Masako Chiba : Reiko Tanaka
- Ken Kaitō : Jin Saruhashi
- Dōri Sakurada : Sōsuke Himeji
- Nicole Ishida : Sarii Machida
- Toshi Takeuchi : Naomichi Kaji
- Megumi Satō (en) : Rin Nakatani

### Acteurs secondaires
- Mayuko Kawakita : Yuri Kōno
- Tomu Ranju : Chiharu Nagai
- Kenji Matsuda (en) : Yūichirō Fujimura
- Ayumi Orii : Hiromi Tsukamoto
- Hijiri Sakurai : Norihisa Takeuchi
- Reiko Tajima : Shūko Oyama
- Hisahiro Ogura : Propriétaire du café Shikishima (Monsieur Yamazaki)
- Tōru Nomaguchi : Serveur du café Shikishima
- Hironobu Nomura : Tsunehiko Miki
- Kaori Shima : Aya Ōno
- Kōtarō Tanaka : Seiran Yoshioka

## Fiche technique
- Titre original : Atelier (アンダーウェア, Andâwea?)
- Créateur : Naoko Adachi
- Metteurs en scène : Ryūta Ogata et Hiroki Hayama
- Musique : Timothy Michael Wynn
- Photographie : Masato Yazaki et Nobuya Ogawa
- Design de la lingerie : Akiko Idehara
- Fabrication de la lingerie : Emi Matsukawa
- Décorations textile : Reiko Nishimura
- Coopération technique : VASC Co, .Ltd.
- Coopération artistique : FUJI ART, INC.
- Studios : Kadokawa Daiei Studio CO., LTD.
- Coopération : Triumph
- Producteur : Daisuke Sekiguchi

Producteurs délégués : Kōsuke Takahira et Naoto Inaba
Société de production : Fuji TV
Coopération production : FILM LLP
Pays d'origine : Japon
Langue originale : Japonais
Genre : Drama
Durée : entre 43 et 51 minutes
Lieux de tournage : Japon

## Épisodes
| № | Titre                      | Première diffusion |
| --- | -------------------------- | ------------------ |
| 01 | SOS Lingerie               | 2 septembre 2015   |
| Tokita Mayuko se prépare à entrer dans la vie active. C'est un travail dans le monde de la lingerie qui l'attend et lors de son premier jour de travail, un magnifique défilé est organisé par la direction. |                            |                    |
| 02 | L'habit fait le moine      | 2 septembre 2015   |
| Mayumi Nanjō, la propriétaire de la boutique, tente d'expliquer à Mayuko la stratégie et le concept de la marque. Mayuko reçoit sa première cliente, mais éprouve des difficultés et comprend donc qu'elle a encore énormément de choses à apprendre.                                                                                      |                            |                    |
| 03 | Un tout nouveau défi       | 2 septembre 2015   |
| Mayuko s'efforce de montrer sa capacité à travailler dans le monde de la lingerie. Néanmoins, à la suite d'une erreur de sa part lors de l'envoi de colis à des clientes et de sa maladresse lors d'une soirée, Mayuko se fait sermonner par Mayumi Nanjō. Mayuko a encore des progrès à faire avant de devenir une créatrice de lingerie. |                            |                    |
| 04 | Changement de rythme       | 2 septembre 2015   |
| Avec l'ouverture d'une seconde ligne de lingerie, accessible à un public plus jeune et plus large, l’équipe doit faire face à de nouveaux défis. Mayuko et Sōsuke sont nommés responsables du nouveau défilé et doivent trouver un thème à la hauteur des exigences de Mayumi Nanjō.                                                       |                            |                    |
| 05 | Un style bien à soi        | 2 septembre 2015   |
| Un nouveau concurrent apparaît et la boutique Emotion fait face à des difficultés qui la menace de fermeture. Avec les efforts de tous les membres de l'équipe et une heureuse retrouvaille les affaires peuvent reprendre. |                            |                    |
| 06 | Défi marketing             | 2 septembre 2015   |
| Mayuko essaie de faire savoir au monde combien la lingerie de la boutique Emotion est de qualité. Mais en se confrontant au monde des magazines de mode, elle est déconcertée et prend conscience des difficultés à mettre en place une campagne de marketing.                                                                             |                            |                    |
| 07 | Objectif excellence        | 2 septembre 2015   |
| Ça y est, c'est décidé, un défilé ambitieux sera organisé par Emotion. Mayuko fait tout son possible pour que l’événement soit une réussite et que la lingerie Emotion soit enfin reconnue, mais se retrouve vite en difficulté. |                            |                    |
| 08 | Le défilé                  | 2 septembre 2015   |
| Emotion réalise son premier défilé. Grâce à l’aide de Tsunehiko Miki, l'équipe vise à réaliser un défilé parfait, quelques petites erreurs seront de la partie, mais cela ne gâchera rien. C'est un grand succès pour Emotion. |                            |                    |
| 09 | Projets d'avenir           | 2 septembre 2015   |
| Après ce retentissant succès, il faut penser à l’avenir. Mayuko se pose pleins de questions et surtout sur son avenir dans le monde de la lingerie, son envie de passer du côté de la création est de plus en plus présent. Mais pour la fin de l’année, l'équipe d'Emotion s'accorde des vacances.                                        |                            |                    |
| 10 | Un passé bien présent      | 2 septembre 2015   |
| Le difficile passé de Mayumi Nanjō est révélé. Ainsi, la création de la boutique Emotion nous est présenté. Mayumi Nanjō rencontre à nouveau son fils, tandis que Mayuko s’attelle à la création de la ligne de lingerie parfaite. |                            |                    |
| 11 | Quand le chat n’est pas là | 2 septembre 2015   |
| Mizuki, Rin et Saruhashi essaient de développer les activités de la boutique Emotion et présentent la boutique lors d'un concours. Mayumi Nanjō prend le temps de réfléchir à l'avenir d'Emotion et prépare également son propre avenir.                                                                                                   |                            |                    |
| 12 | Nouvelles opportunités     | 2 septembre 2015   |
| Emotion, fort du succès de son défilé, attire enfin l’attention de l’industrie de la mode. |                            |                    |
| 13 | La boutique                | 2 septembre 2015   |
| Un nouveau défilé de mode se prépare, mais Mayuko découvre les intentions réelles de la propriétaire de la boutique, Mayumi Nanjō. |                            |                    |